# Barbara Wysocka
Barbara Wysocka (ur. 1978 w Warszawie) – polska aktorka i reżyserka.

## Życiorys
Absolwentka Wydziału Aktorskiego oraz Wydziału Reżyserii Dramatu Państwowej Wyższej Szkoły Teatralnej w Krakowie. Wcześniej studiowała skrzypce w Hochschule für Musik we Freiburgu w Niemczech.
Jest aktorką zespołu Narodowego Starego Teatru im. Heleny Modrzejewskiej w Krakowie. Zadebiutowała jako studentka drugiego roku Wydziału Aktorskiego rolą Pascale w spektaklu Kamień i popioły Daniela Danisa w reżyserii Iwony Kempy w Teatrze Polskim w Bydgoszczy (2004). Rok później po raz pierwszy wystąpiła na scenie Starego Teatru w Krakowie jako Agnieszka w Ósmym dniu tygodnia Marka Hłaski w reżyserii Armina Petrasa, następnie jako Judyta w Księdzu Marku Juliusza Słowackiego w reżyserii Michała Zadary.
Kolejne role w Starym Teatrze to: Arycja w Fedrze Jeana Racine’a (2006), Kasandra/Chór w Odprawie posłów greckich Jana Kochanowskiego (2007), tytułowa rola w Ifigenii nowej tragedii Pawła Demirskiego i Michała Zadary według Ifigenii Jeana Racine’a (2008), Aleksandra Billewiczówna/Ewa Nowowiejska w Trylogii Henryka Sienkiewicza (2009) oraz rola w spektaklu Utopia będzie zaraz (2010).
Wystąpiła również jako panna młoda w Weselu Stanisława Wyspiańskiego (Teatr Scena STU, 2006), Antonina Wielikanowa/Żona Lota w Księdze Rodzaju 2 (Teatrze Współczesnym we Wrocławiu, 2007) oraz Klitemnestra w Orestei Iannisa Xenakisa (Teatr Wielki – Opera Narodowa, 2010).
W 2007 zadebiutowała jako reżyser wystawiając Klątwę według Wyspiańskiego w Starym Teatrze w Krakowie. Kolejne inscenizacje to Kaspar Petera Handkego (Teatr Współczesny we Wrocławiu), Pijacy Franciszka Bohomolca (Stary Teatr) oraz Opera dokumentalna o Okrągłym Stole i Anhelli Juliusza Słowackiego (Instytut Teatralny). W listopadzie 2009 odbyła się w Teatrze Wielkim – Operze Narodowej premiera opery Zagłada Domu Usherów Philipa Glassa w jej reżyserii.
W 2009 była nominowana do Paszportu „Polityki” w dwóch kategoriach: „Teatr” i „Muzyka poważna”, została nagrodzona Paszportem w kategorii „Muzyka poważna” za swój debiut reżyserski w operze.
W 2015 roku w stołecznym Teatrze Powszechnym wcieliła się w rolę Idalii w Fantazym Juliusza Słowackiego w reżyserii Michała Zadary.
23 stycznia 2016 roku w Teatrze Powszechnym premierę miał Juliusz Cezar w jej reżyserii, gdzie zagrała również postać Marka Antoniusza.

## Filmografia
- 2007 – A na koniec przyszli turyści (reż. Robert Thalheim) jako Ania Łanuszewska
- 2009 – Nachmieter (reż. Marc Metzger)
- 2010 – Polnische Ostern (reż. Jakob Ziemnicki) jako Agnieszka

## Nagrody
- 2006 – Nagroda za rolę Agnieszki w Ósmym dniu tygodnia i Judyty w Księdzu Marku na XXXI Opolskich Konfrontacjach Teatralnych „Klasyka Polska"
- 2006 – Nagroda Ministra Kultury i Dziedzictwa Narodowego za rolę Judyty w Księdzu Marku na I Ogólnopolskim Konkursie na Teatralną Inscenizację Dawnych Dzieł Literatury Europejskiej w Warszawie
- 2007 – Nagroda za rolę Kasandry/Chóru w Odprawie posłów greckich w Starym Teatrze na XXXII Opolskich Konfrontacjach Teatralnych „Klasyka Polska"
- 2008 – Nagroda za reżyserię przedstawienia Klątwa w Starym Teatrze na XXXIII Opolskich Konfrontacjach Teatralnych „Klasyka Polska"
- 2008 – Nagroda Promocyjna im. Kazimierza Krzanowskiego za autorską koncepcję przedstawienia Klątwa w Starym Teatrze na 43. Przeglądzie Teatrów Małych Form „Kontrapunkt” w Szczecinie
- 2009 – Nagroda za rolę Aleksandry Billewiczówny/Ewy Nowowiejskiej w Trylogii w Starym Teatrze na XXXIV Opolskich Konfrontacjach Teatralnych „Klasyka Polska"
- 2009 – Nagroda w Plebiscycie Młodych w kategorii „Melpomena” za rolę Aleksandry Billewiczówny/Ewy Nowowiejskiej w Trylogii w Starym Teatrze na VIII Festiwalu Prapremier w Bydgoszczy
- 2009 – Wrocławska Nagroda Teatralna za przedstawienie Kaspar we Wrocławskim Teatrze Współczesnym
- 2010 – Paszport „Polityki” za 2009 w kategorii „Muzyka poważna” za wystawienie Zagłady domu Usherów
- 2010 – „woreczek” - nagroda od Agnieszki Glińskiej oraz nagroda śląskich dziennikarzy za spektakl Pijacy w Starym Teatrze na XII Ogólnopolskim Festiwalu Sztuki Reżyserskiej „Interpretacje” w Katowicach
- 2010 – wyróżnienie za reżyserię przedstawienia Pijacy w Starym Teatrze w V Ogólnopolskim Konkursie na Teatralną Inscenizację Dawnych Dzieł Literatury Europejskiej
- 2010 – Nagroda marszałka województwa dolnośląskiego dla przedstawienia Kaspar we Wrocławskim Teatrze Współczesnym dla najlepszego spektaklu 2009